# Jean Siméon Chardin
Jean Siméon Chardin [žán siméon šardén], uváděný též jako Jean-Baptiste-Siméon Chardin (2. listopadu 1699 Paříž – 6. prosince 1779 tamtéž) byl francouzský malíř, mistr žánrů a zátiší a jeden z nejvíce ceněných malířů 18. století.

## Život
Narodil se jako nejstarší syn dvorního truhláře a protože měl převzít otcovu živnost, vstoupil do učení. Otec si všiml jeho výtvarného nadání a poslal ho do učení u dvou dvorních malířů historických scén, kteří ale zaměstnávali jen kopírováním rytin. Mezi malíři se však setkal s obrazy holandských žánrových malířů, jako byli Pieter Claesz nebo Jan Davidsz. de Heem, kteří ho nadchli a inspirovali. Začal malovat nevelké obrazy zátiší a prostých domácích scén každodenního života, které však přesto dík jeho mistrovství v práci s barvou a světlem i jisté intimní blízkosti k domácím osobám, zejména ženám a dětem, znamenaly ostrý odklon od dobové malířské produkce.
O to obtížněji se osobně plachý Chardin, který navíc maloval velice pomalu, prosazoval mezi zavedenými umělci. Roku 1723 uzavřel svatební smlouvu, ale svatbu musel odložit, protože by neuživil rodinu. Vystavoval své obrazy, někdy i anonymně, při různých příležitostech, až si jich všiml renomovaný dvorský umělec a roku 1724 byl samouk Chardin přijat do Akademie svatého Lukáše, pařížského cechu malířů.
.
Roku 1730 byl přijat do Královské akademie malby a sochařství, takže se konečně mohl oženit a 1731 a 1733 se mu narodil syn a dcera. O dva roky později však zemřela jeho žena a Chardin se roku 1737 podruhé oženil se zámožnou vdovou, kterou ještě ke konci života maloval. V roce 1740 si několik jeho obrazů koupil i král Ludvík XV., který mu v roce 1752 udělil roční penzi a 1757 nabídl bydlení v Louvru. Chardin se staral o každoroční královské salony, kde roku 1759 vystavoval devět obrazů. Byl to také první Salon, který komentoval Denis Diderot, Chardinovi velmi nakloněný. Jeho popularitu také podporovali rytci, kteří jeho obrazy tiskli ve velkém množství. Starosti se Salonem zabíraly Chardinovi stále víc času, takže jeho umělecká produktivita klesala. Od roku 1770 se mu také zhoršoval zrak, takže začal pracovat s pastelem a namaloval ještě dva portréty, na kterých stárnoucí malíř vypodobnil sebe a později svoji ženu. Chardin zemřel roce 1779 v Paříži.
Brzy nato vypukla francouzská revoluce a Chardin byl téměř úplně zapomenut. Objevili ho až před polovinou 19. století bratři Goncourtové, ale hlavně celé generace malířů od Édouarda Maneta (Chlapec s mýdlovou bublinou) přes zátiší Paula Cézanna a Henri Matisse, který ho v mládí kopíroval, až po Chaima Soutine, George Braque a další.

### Galerie

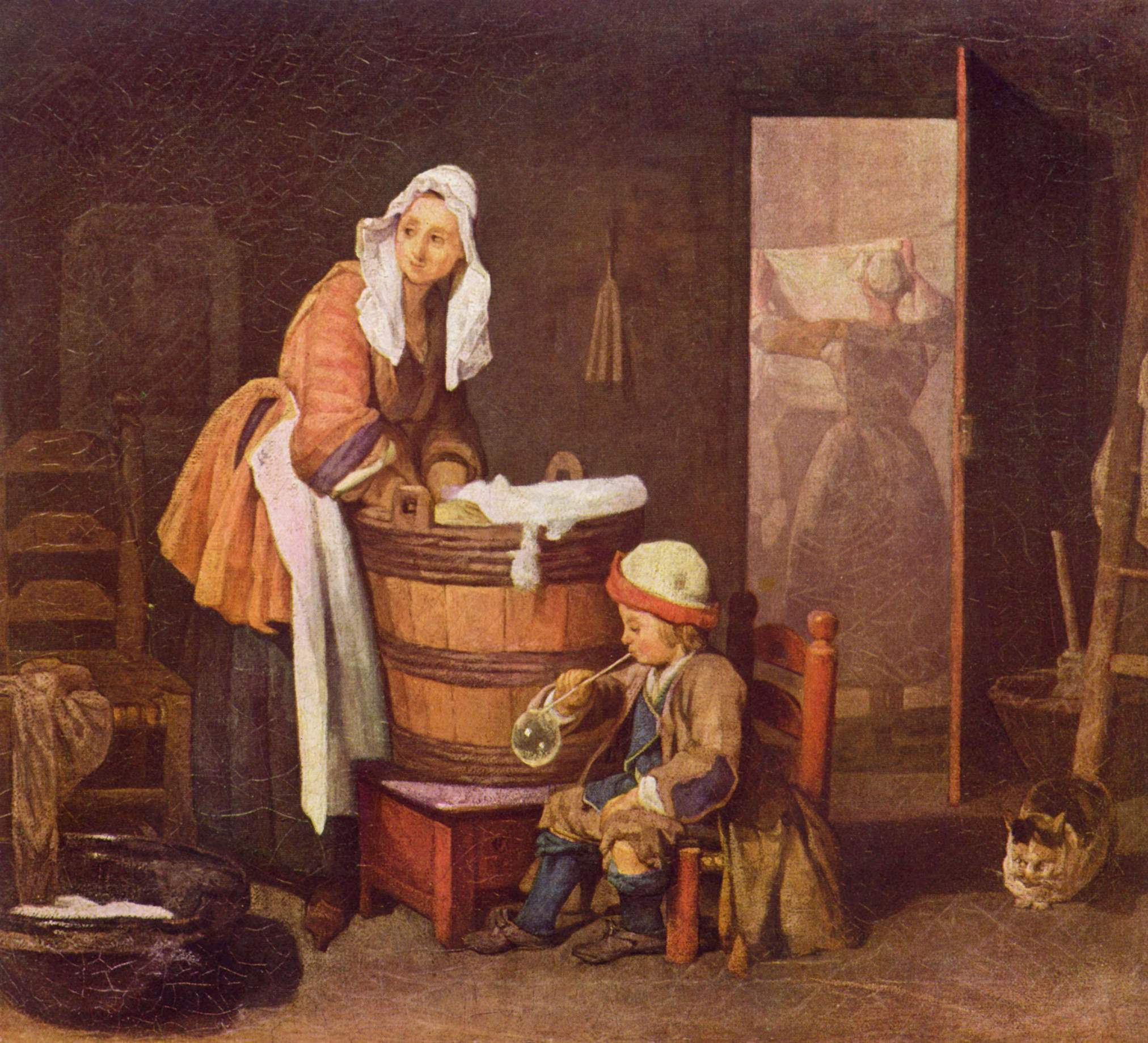
Pradlena (kolem 1735)
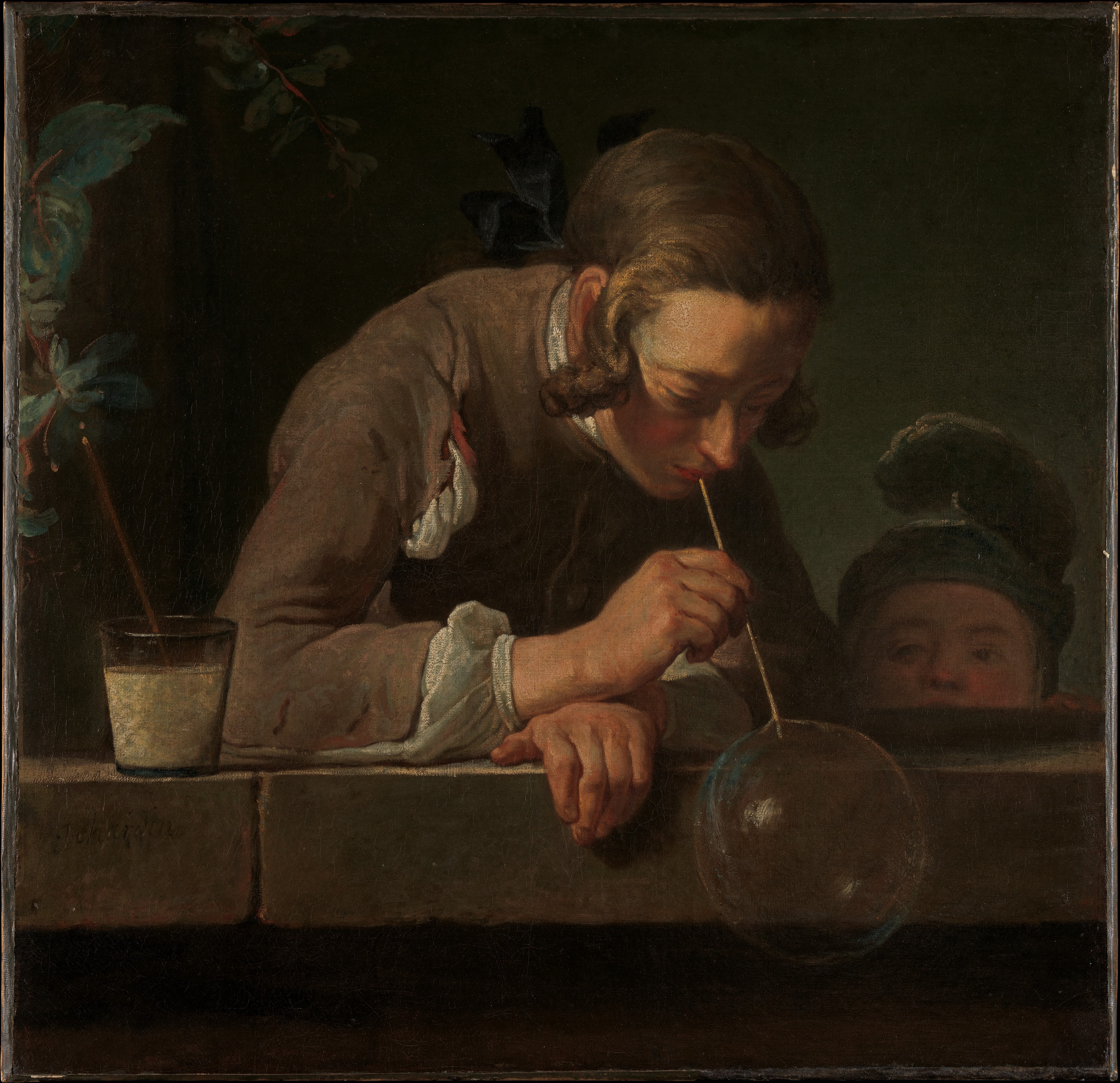
Mýdlové bubliny (1734)
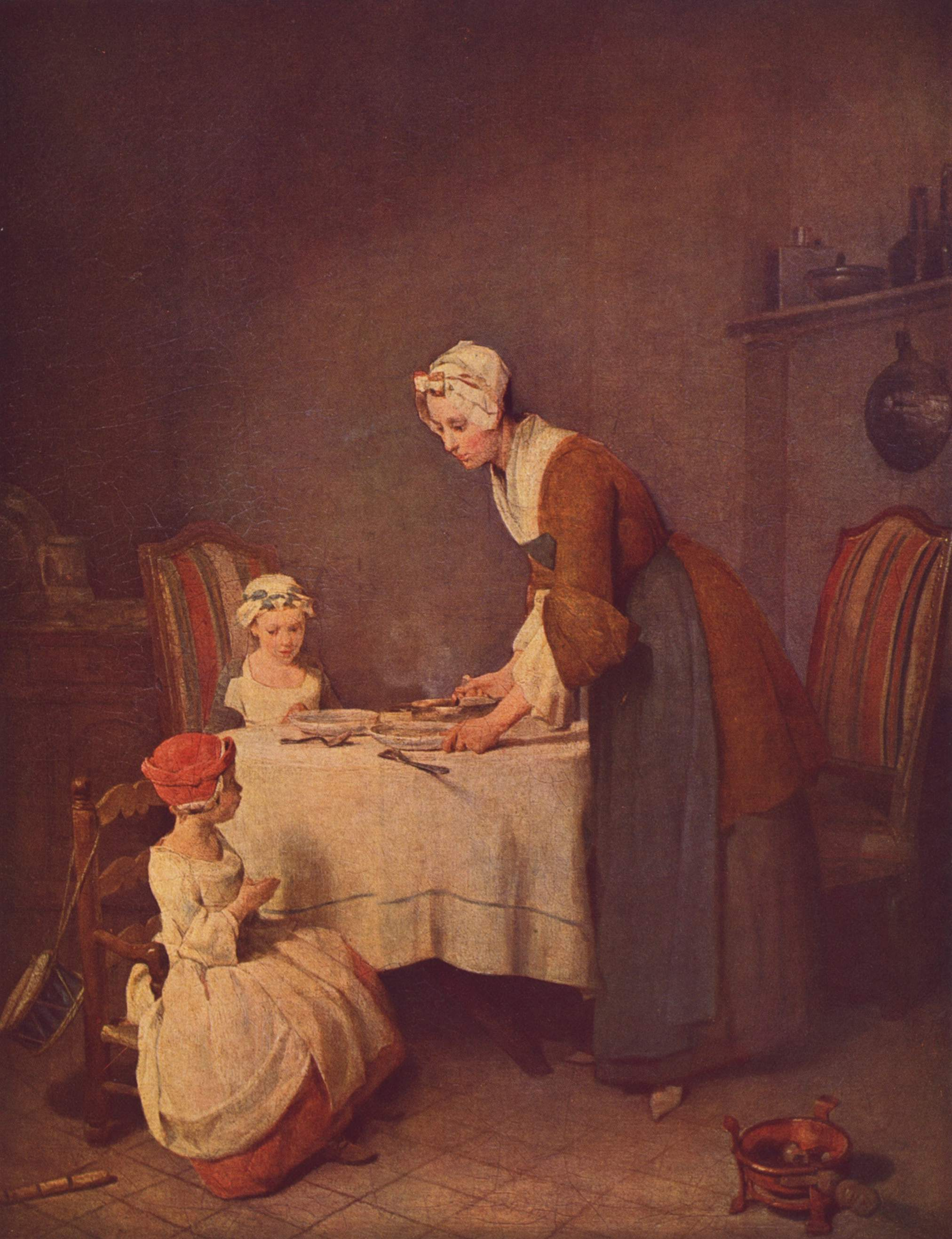
Modlitba před jídlem (kolem 1740)
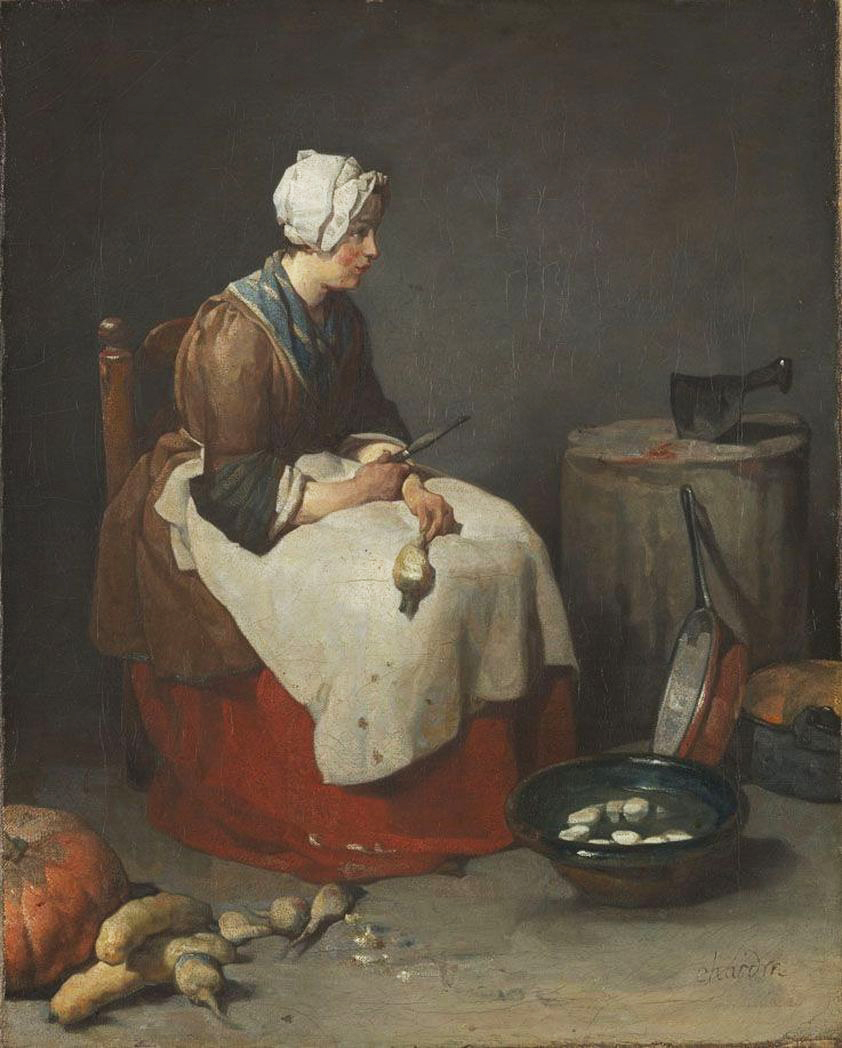
Kuchařka (kolem 1740)
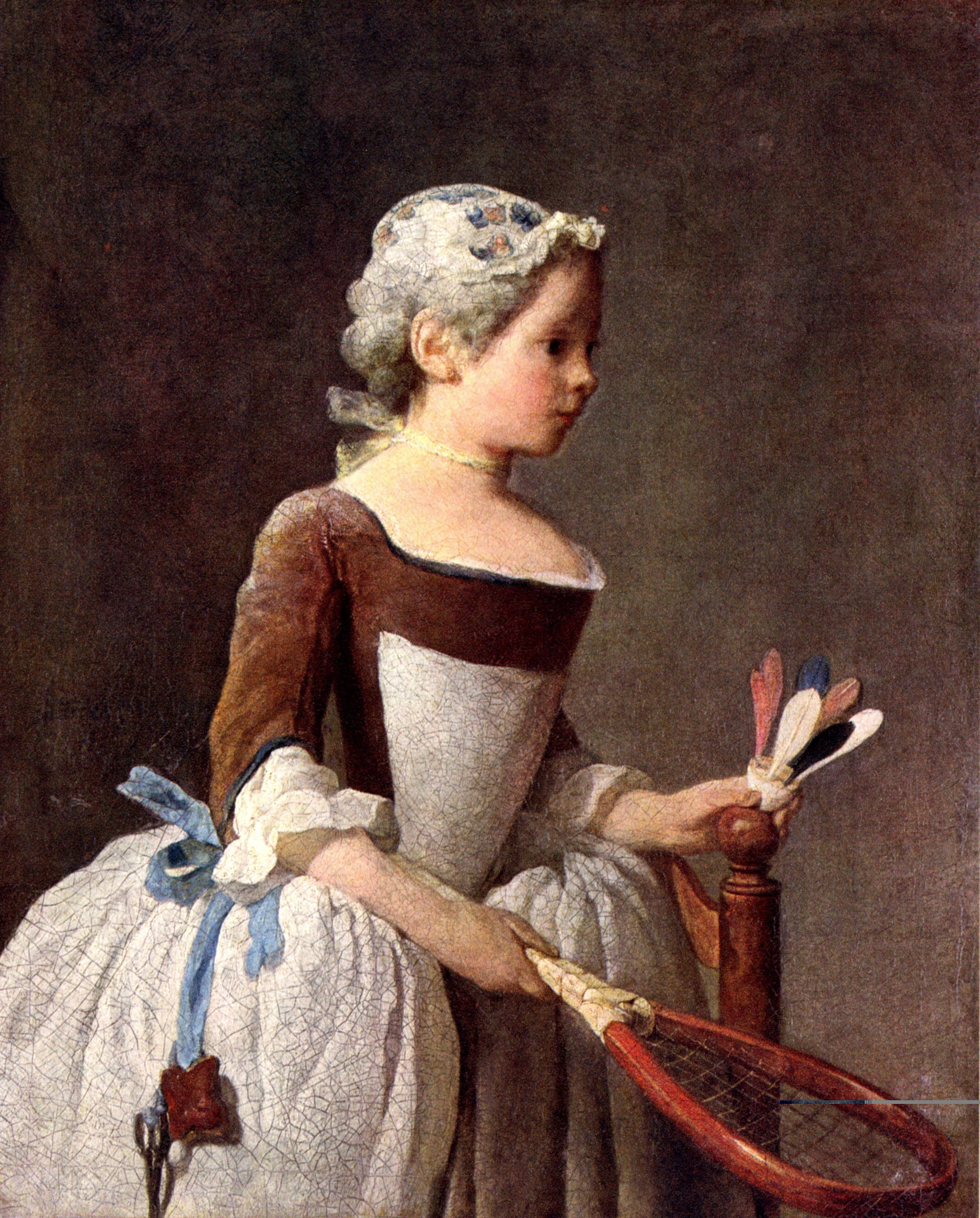
Dívka s míčkem a raketou (1741)
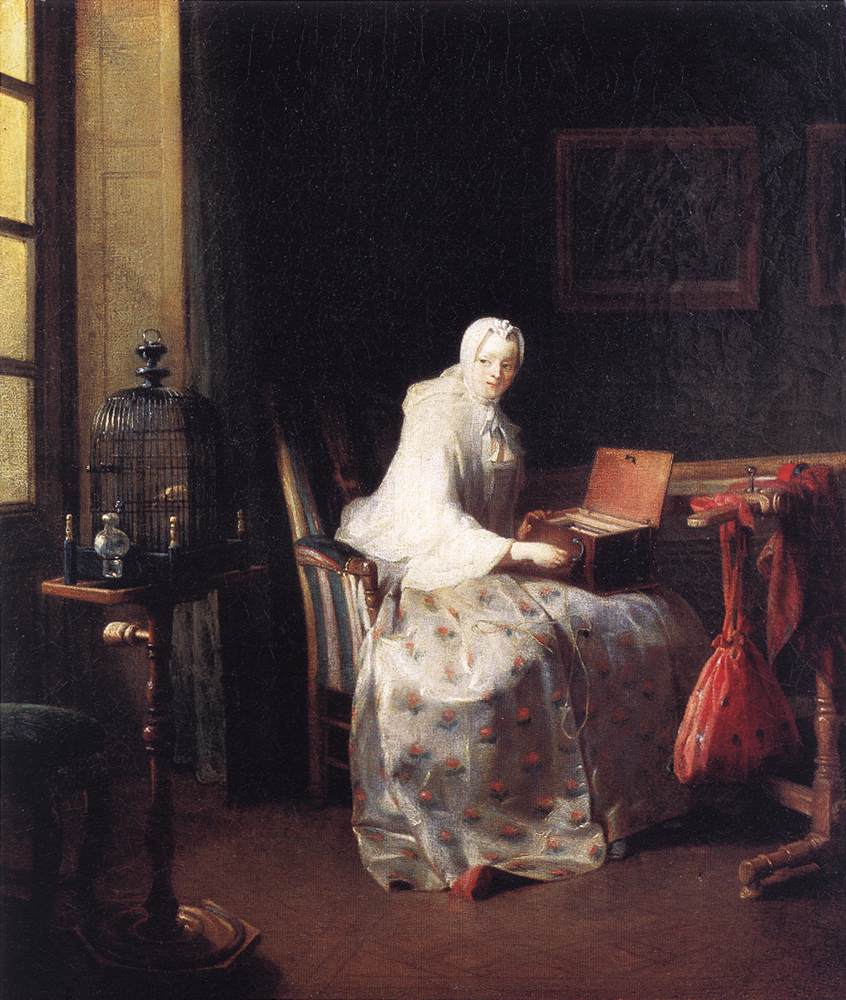
Dáma s hracím strojkem (1750)
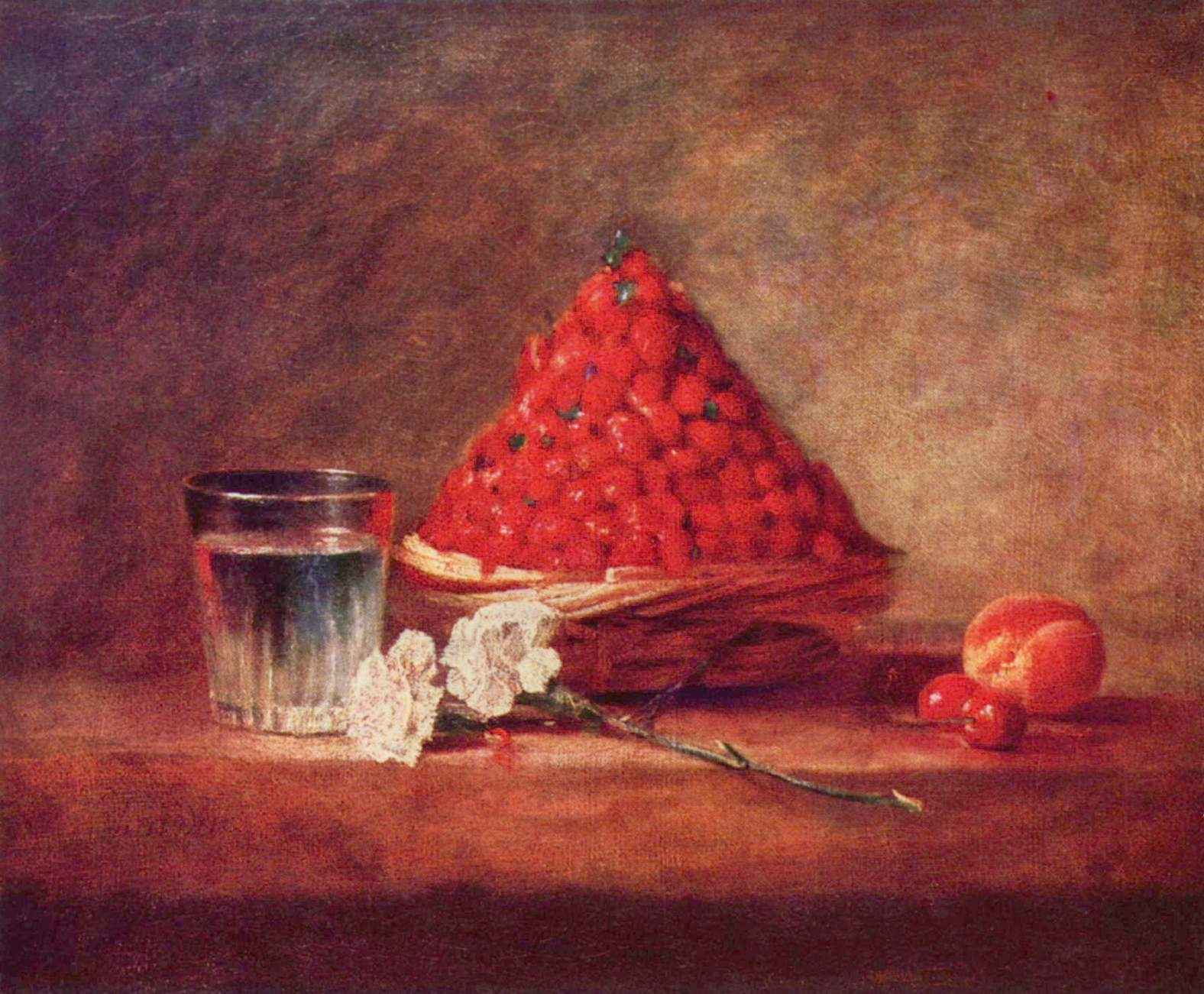
Ošatka s jahodami (1760)
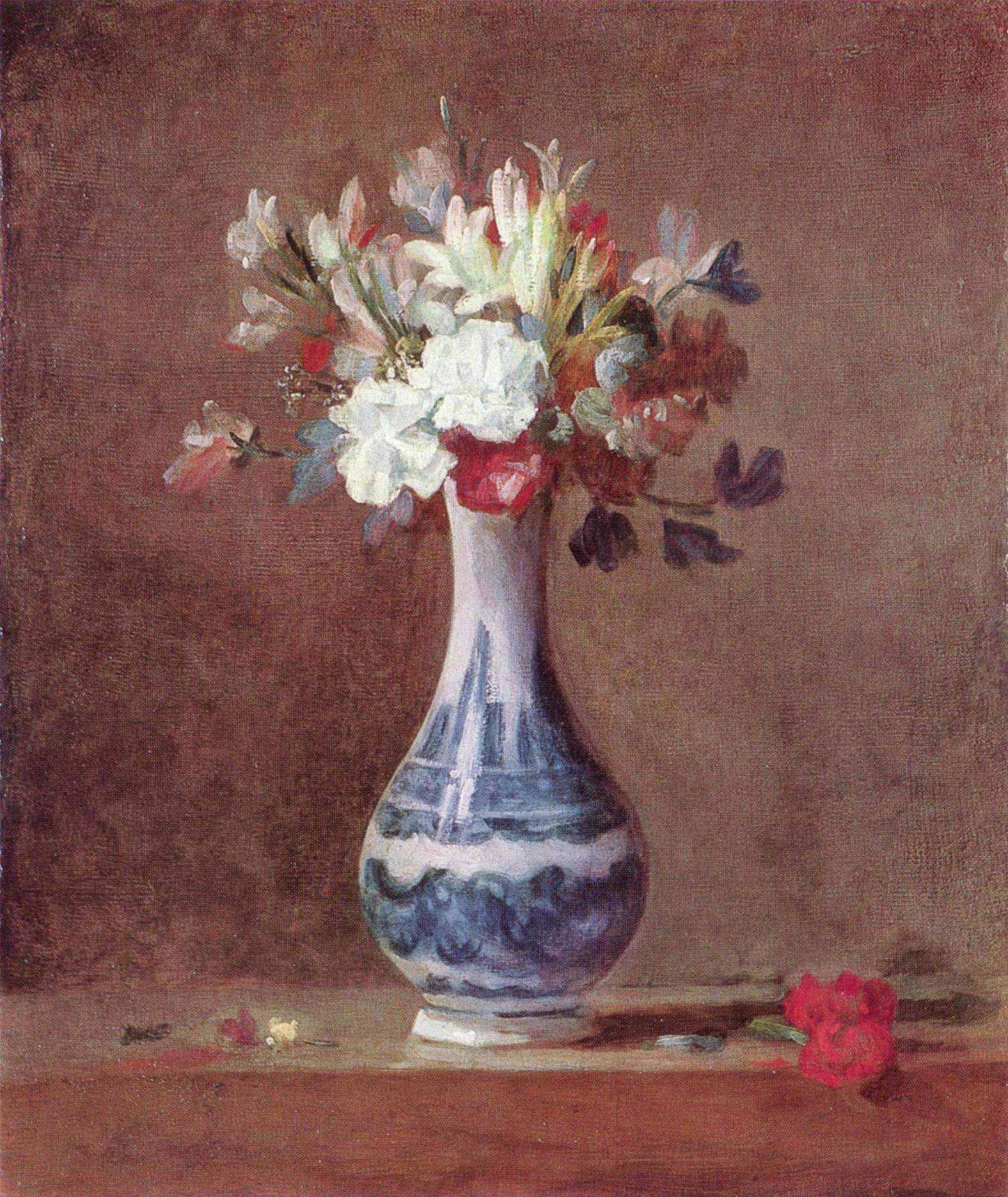
Zátiší s kyticí (1760–1763)
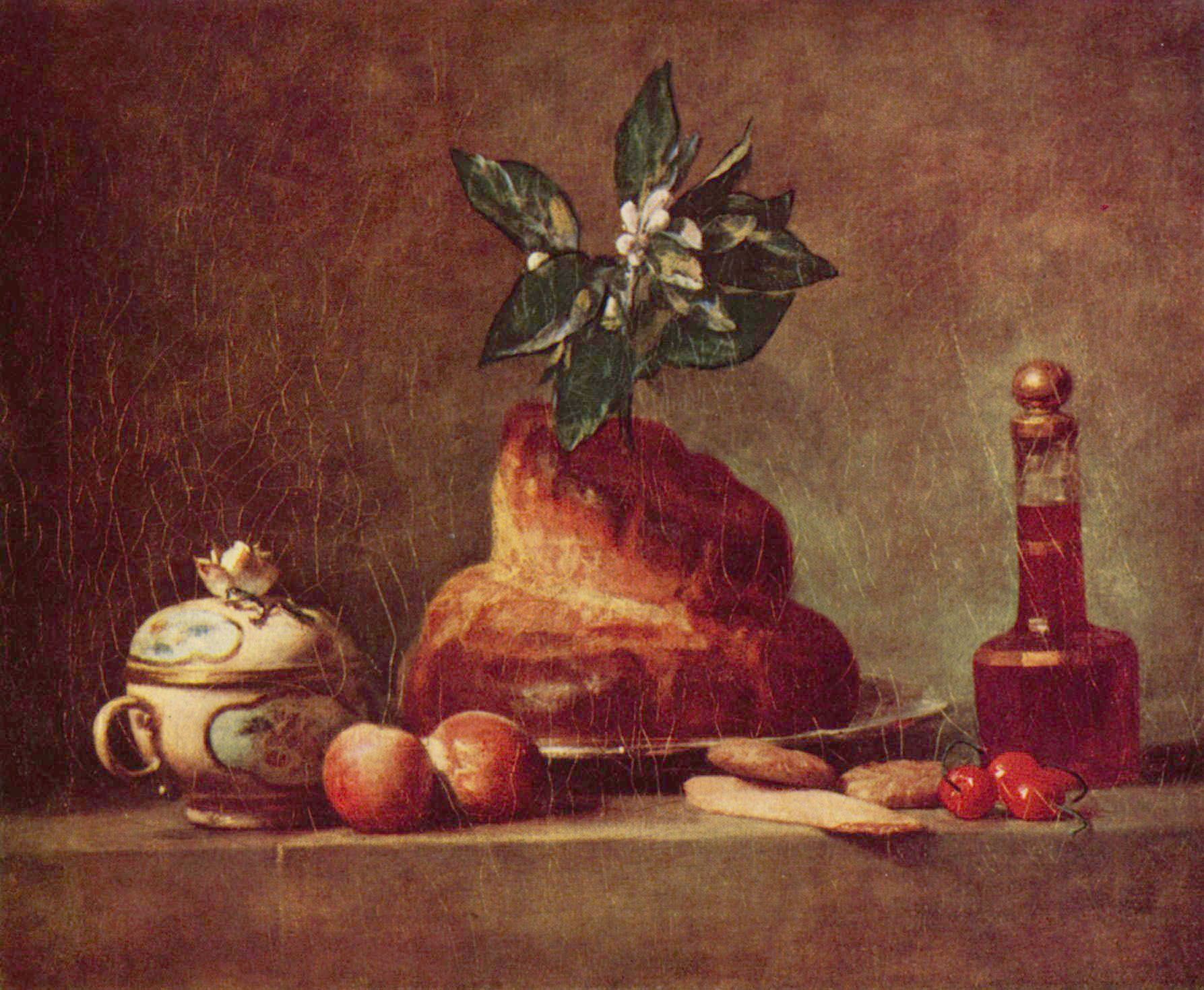
Brioška (1763)
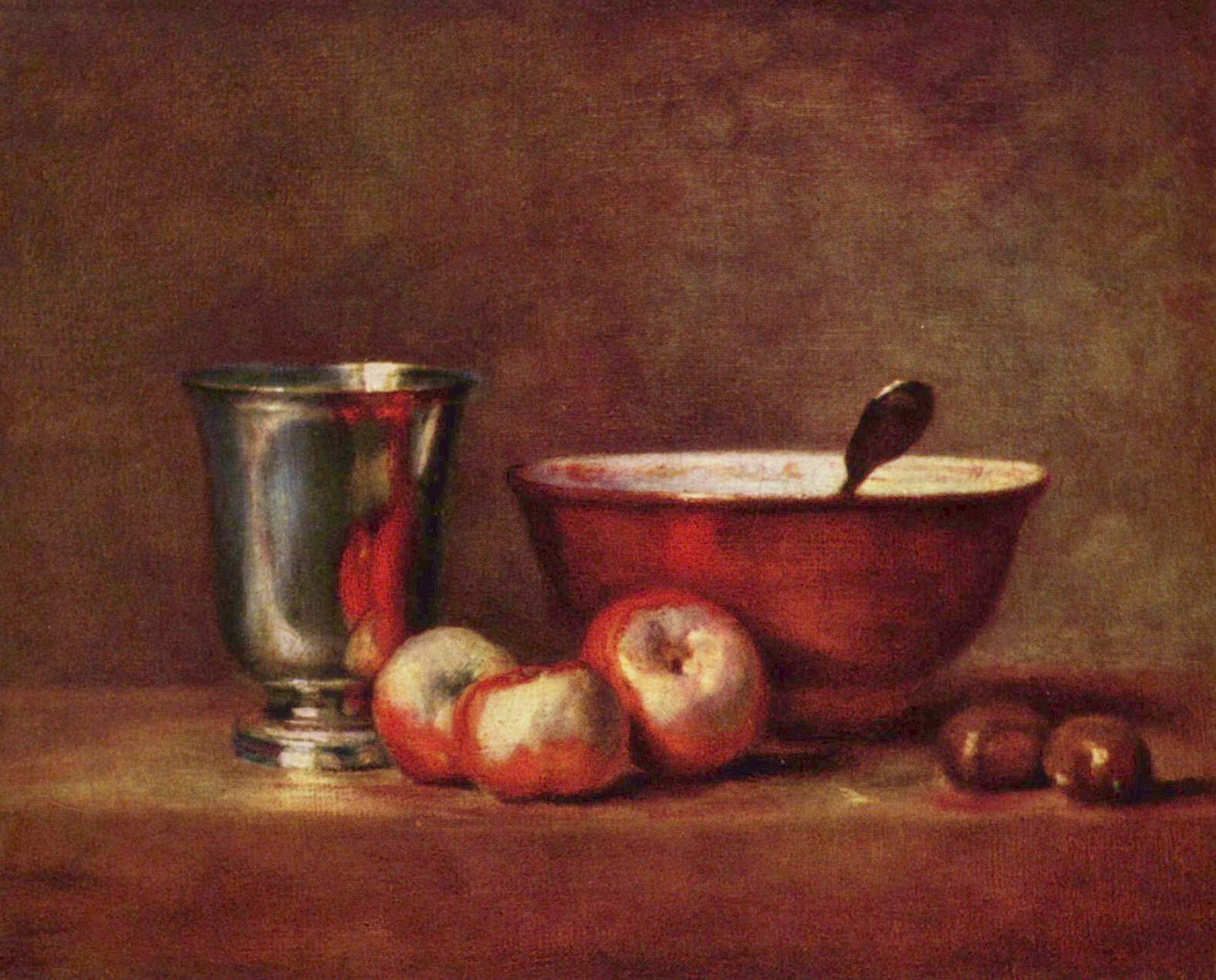
Stříbrný pohár (po 1760)
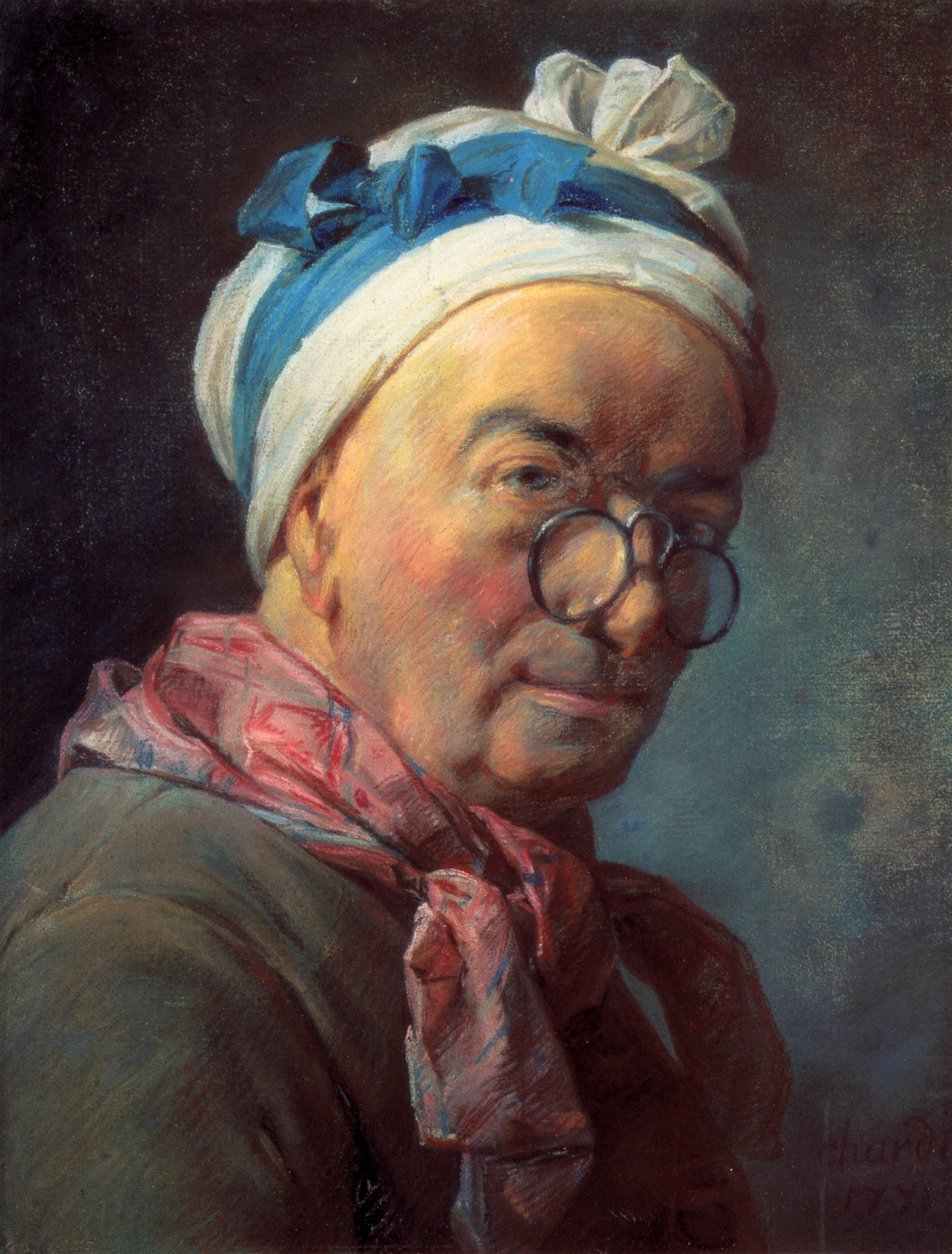
Autoportrét (pastel, 1771)

## Zajímavost
Jeho socha je jednou ze 146 soch umístěných na fasádě pařížské radnice, Hôtel de ville de Paris.